# Sowjetische Kriegsgräberstätte Hamburg-Bergedorf

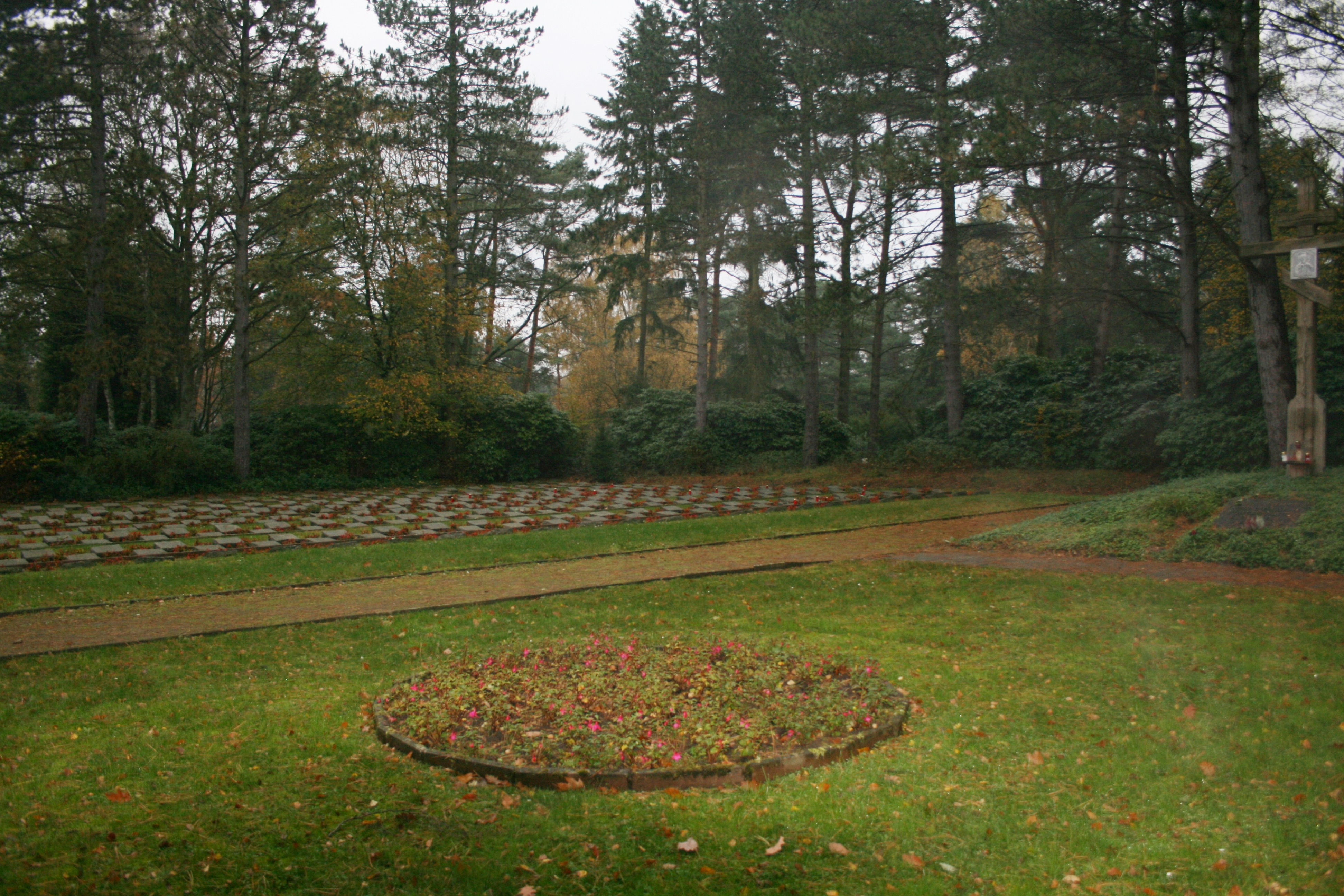
Die sowjetische Kriegsgräberstätte

Die Sowjetische Kriegsgräberstätte Hamburg-Bergedorf befindet sich auf dem Neuen Friedhof Bergedorf an der August-Bebel-Straße und ist Ruhestätte für 652 sowjetische Kriegsgefangene und Soldaten, die im Konzentrationslager Neuengamme zu Tode kamen.

## Die Toten
Die Kriegsgefangenen starben an Hunger, Flecktyphus und Ermordung durch Injektionen. Sie wurden aufgrund ihres Status als Kriegsgefangene erdbestattet. Eine alphabetische Liste der Beigesetzten liegt vor.

## Anlage
Das Gräberfeld liegt im neueren Teil des Friedhofs, südöstlich der August-Bebel-Straße auf halbem Weg zur Kapelle 2. Die Grabstellen sind durch liegende Steine mit Name, Geburts- und Todesdatum gekennzeichnet. Ein russisch-orthodoxes Kreuz mit Ikone überragt das Gräberfeld. Die davor liegende Gedenktafel trägt die Inschrift: „Hier ruhen 651“ (recte 652) „russische Kriegsgefangene als Opfer des Nationalsozialismus“.
Das 2002 errichtete Mahnmal, die Bronzeskulptur eines gefallenen, an den Händen gefesselten Gefangenen vor einem Stacheldrahtzaun, schuf der russische Bildhauer Grigoriy Jastrebentzkiy.

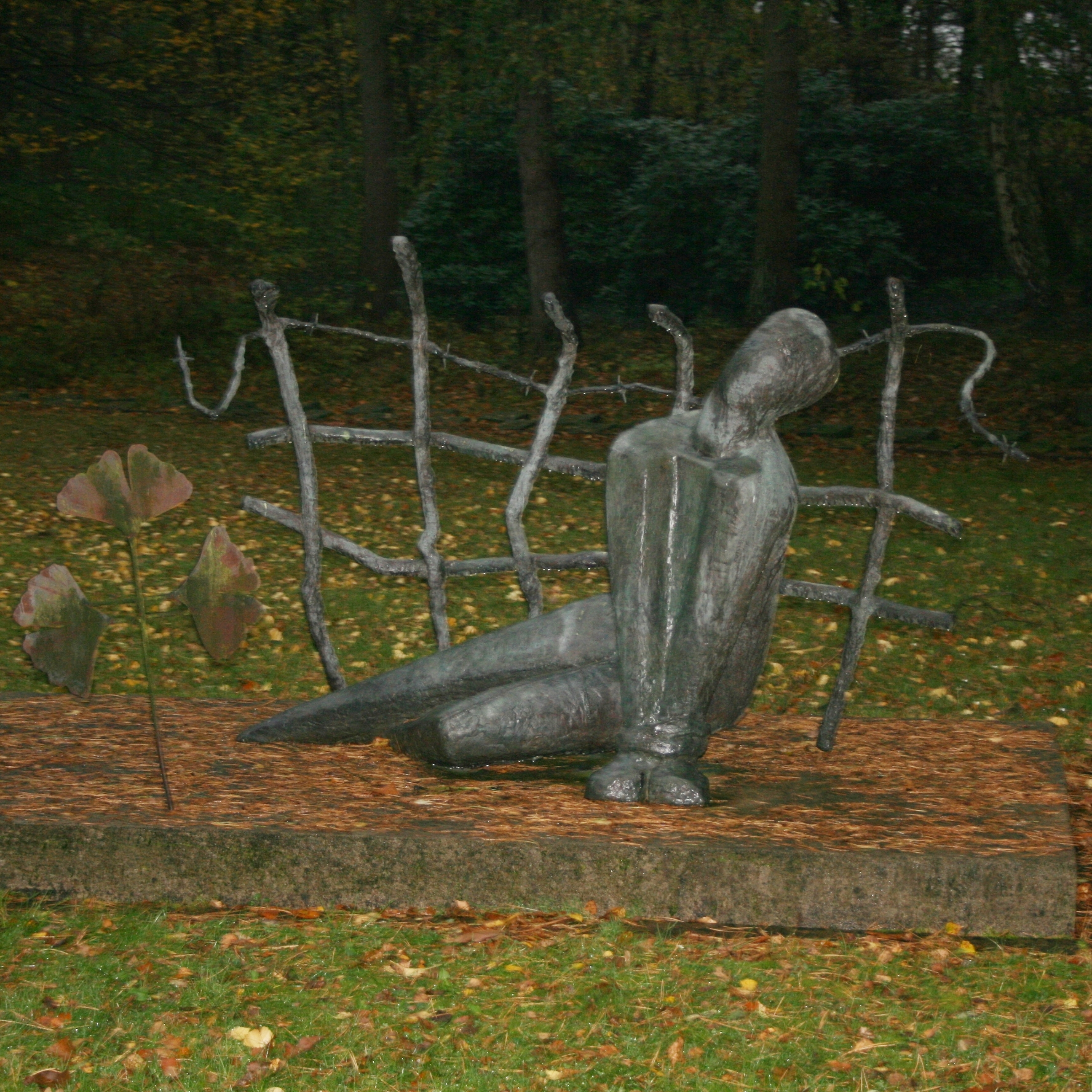
Mahnmal, Vorderansicht
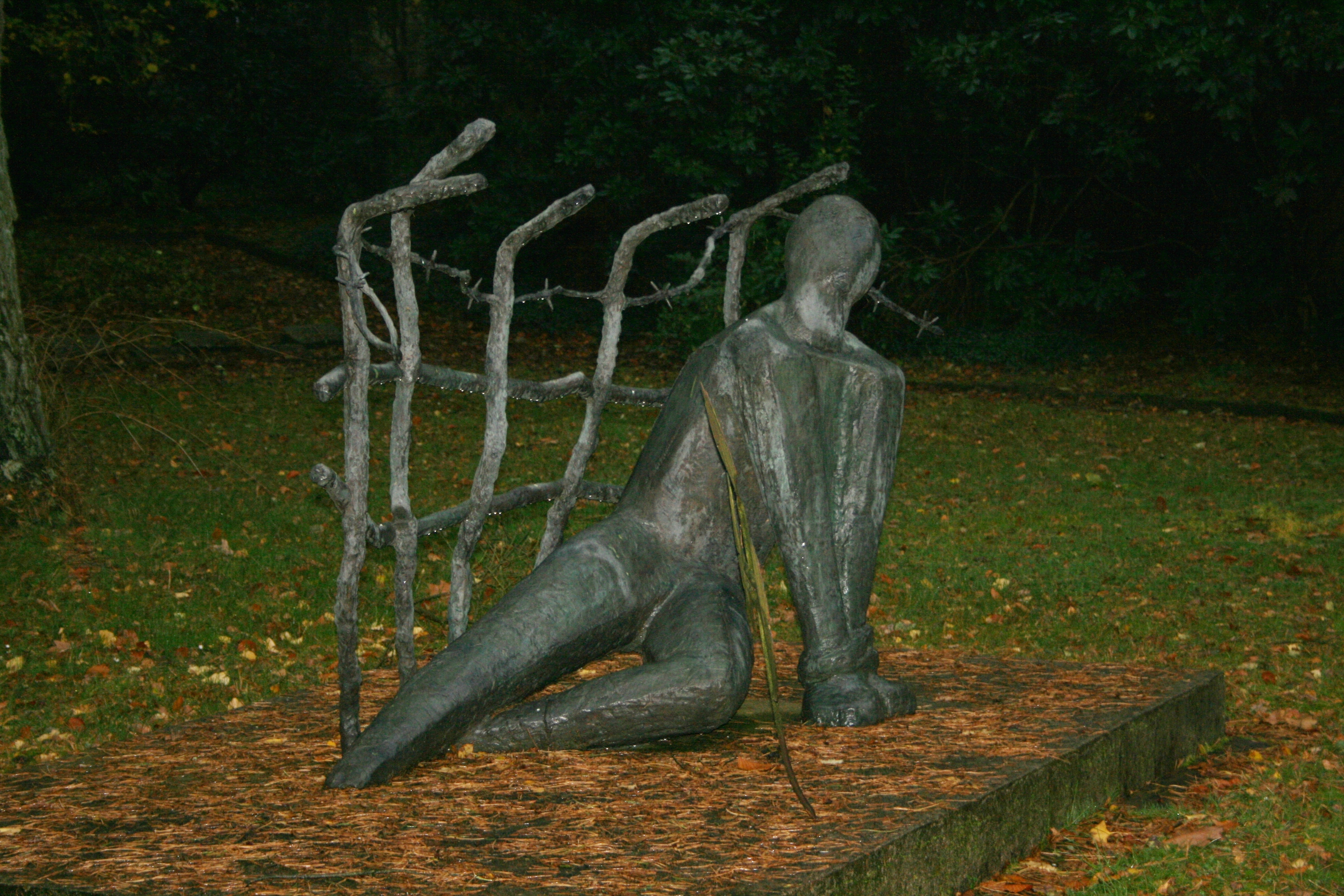
Mahnmal, Seitenansicht
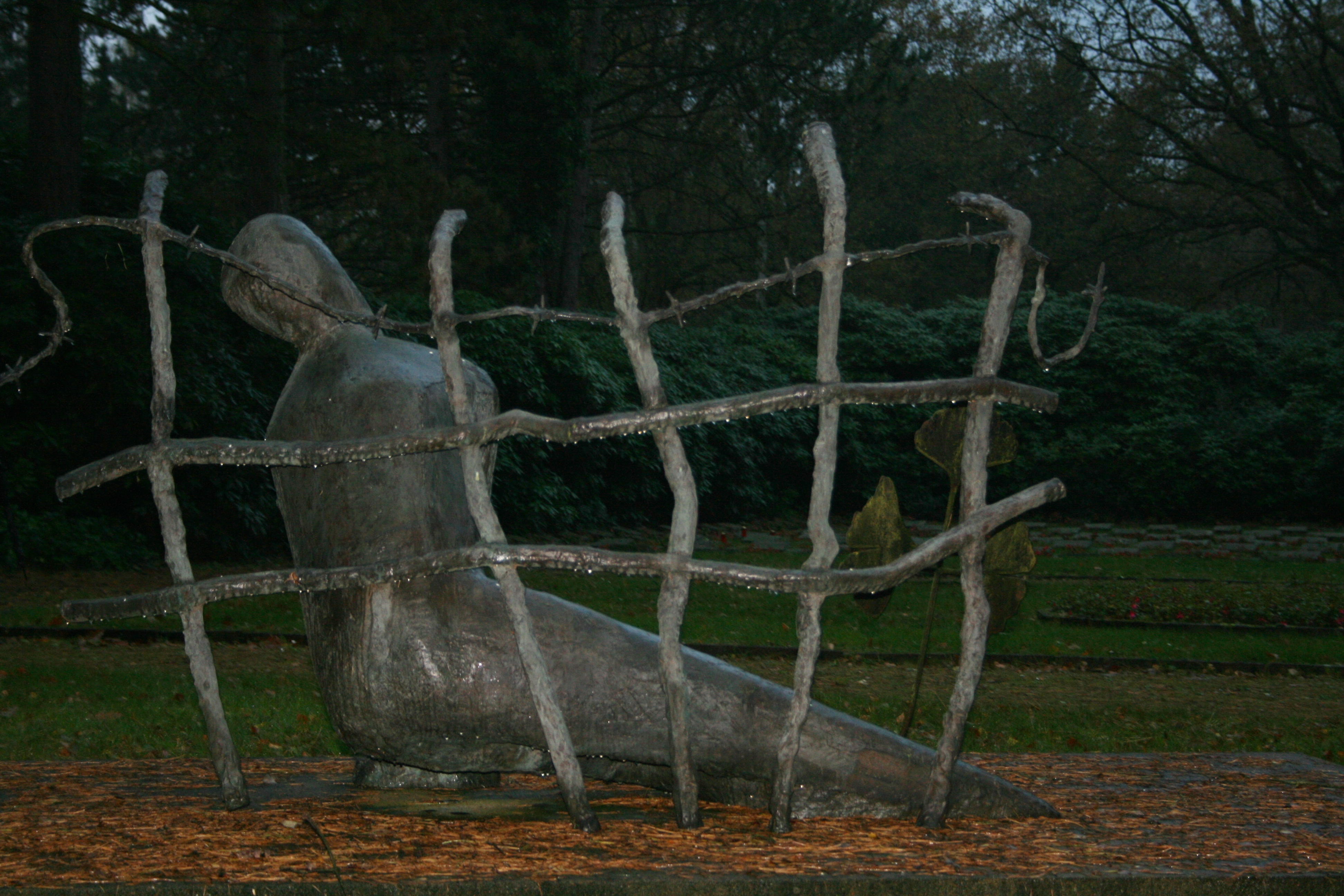
Mahnmal, Rückseite

## Weitere sowjetische Kriegsgräberstätten
- Sowjetische Kriegsgräberstätte Hamburg-Ohlsdorf auf dem Ohlsdorfer Friedhof
- Auf dem Neuen Friedhof Harburg sind im zentralen Bereich in einer ovalen Rasenfläche russische Opfer zusammen mit Opfern aus anderen Nationen beigesetzt.[7]
- 77 Russische Kriegsgräber des Ersten Weltkriegs auf der Hamburger Elbinsel Hahnöfersand[8]
- Sowjetische Kriegsgräberstätten in Deutschland